# Bernd és Hilla Becher

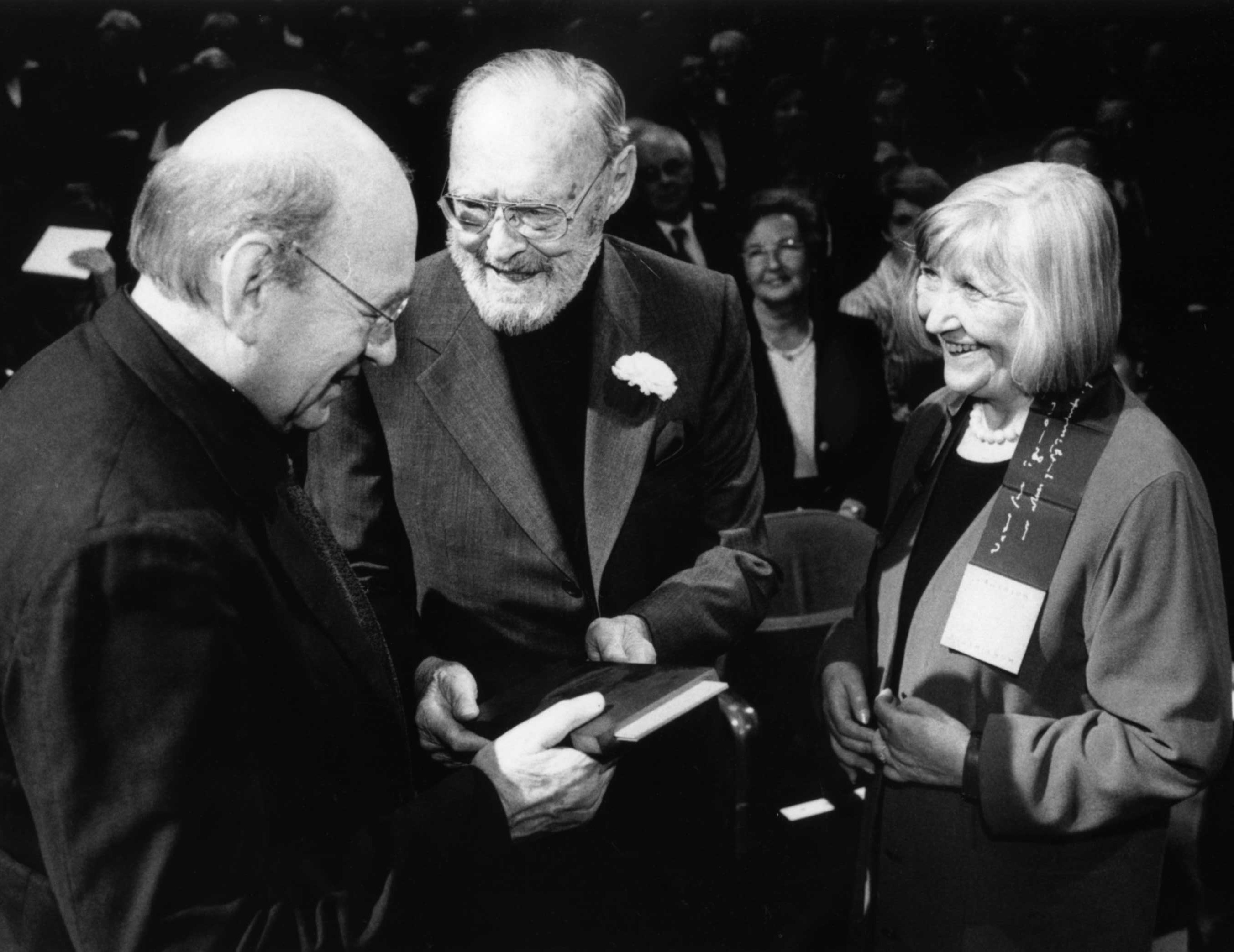
A Becher házaspár átveszi az Erasmus-díjat 2002-ben

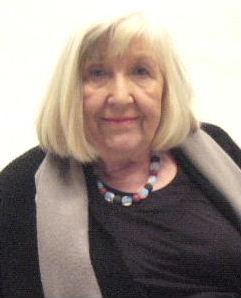
Hilla Becher (2011)

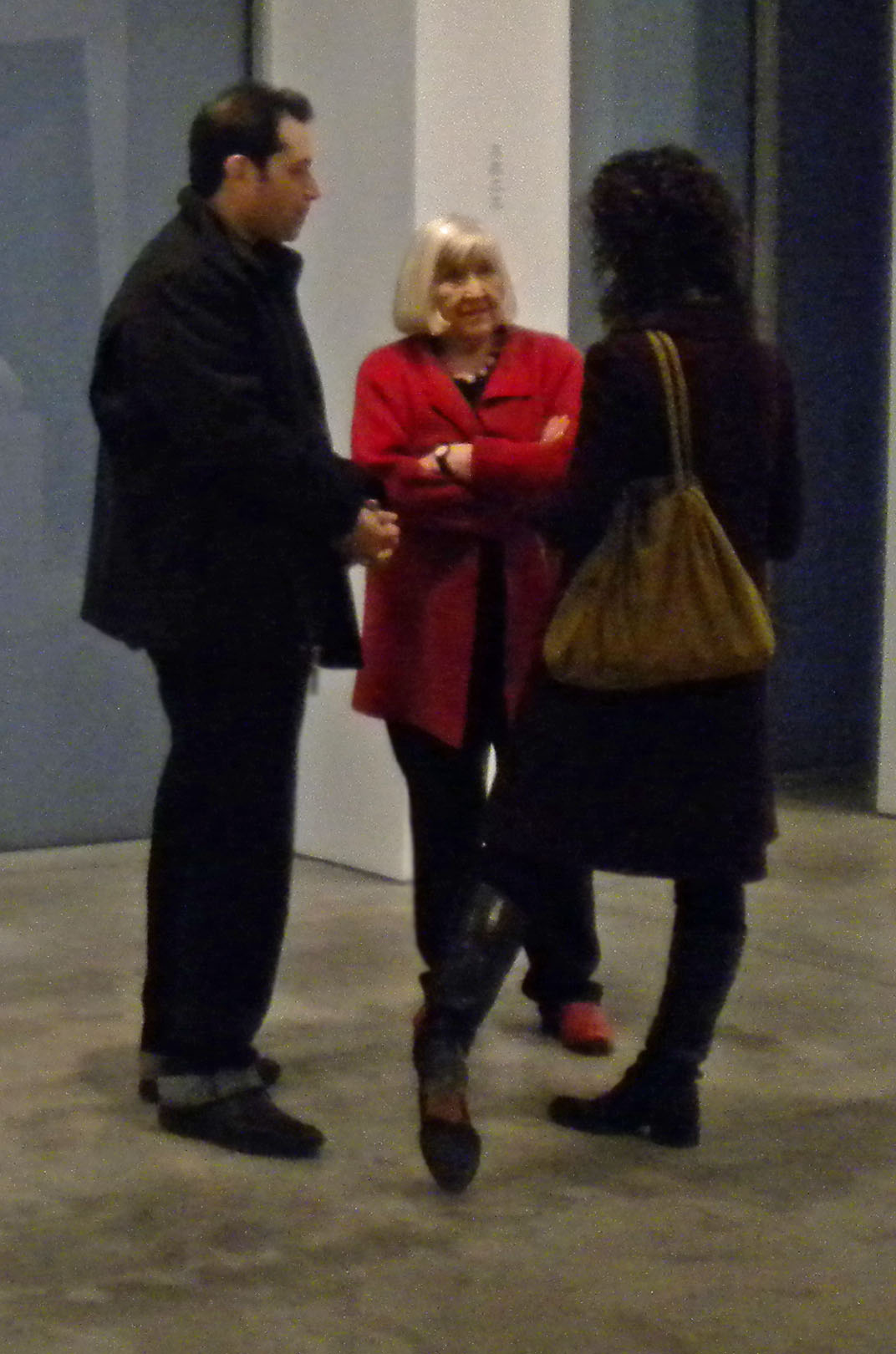
Hilla Becher (középen) saját és néhai férje munkájáról folytat beszélgetést a Sonnabend Galériában. Chelsea, New York City, 2010. október

Bernhard "Bernd" Becher (német: [ˈbɛçɐ]; (Siegen, 1931. augusztus 20. – Rostock, 2007. június 22.), és Hilla Becher, született Wobeser (Potsdam, 1934. szeptember 2. – Düsseldorf, 2015. október 10.), kollaboratívan dolgozó német művészpár voltak. Legnagyobb ismertséget ipari épületekkel és struktúrákkal foglalkozó kültéri fotografikus képsorozataik, avagy tipológiáik, hozták meg számukra.

## Életrajz
Bernd Becher Siegenben született. 1953 és 1956 között a Staatliche Akademie der Bildenden Künste Stuttgart (kb. Stuttgarti Állami Képzőművészeti Akadémia) hallgatójaként festészetet, majd tipográfiát tanult Karl Rössing vezetése alatt a düsseldorfi Kunstakademie-n (kb. düsseldorfi Szépművészeti Akadémia), 1959 és 1961 között. Hilla Becher Potsdam városában született. Kezdetben szülővárosában fotográfusi gyakorlatot szerzett, később fényképészetet tanult a düsseldorfi Kunstakademie-n 1958 és 1961 között. Mindketten szabadúszó fényképészekként kezdtek dolgozni a düsseldorfi Troost Reklámügynökségnél, termékfényképezésre koncentrálva. 1961-ben összeházasodtak.

## Munkásság
A Becher házaspár egyetemi évei alatt kezdett közösen fotózni. Olyan, gyakran lebontás előtt álló ipari épületeket akartak dokumentálni, amelyek tipikusak voltak keletkezési korukra nézve. Eljárásukra jellemző, hogy ugyanazt az objektumot hat, kilenc, tizenkettő esetleg ennél is több szögből fotózták le. Ezáltal gyári épületek tipológiáját hozták létre. A fotók megfogalmazásánál hangsúlyos a tárgyiasság. Jellemző továbbá, hogy a központi perspektívát előnyben részesítik, kerülik a torzítást és az emberábrázolást, a képek megvilágítását pedig felhők által tompított napfény adja. A részletek precíz visszaadása végett nagyformátumú fényképezőgépet használtak.
A kompozíció markánsan kiemeli a felületek textútáját és az épületek felépítését.
A 70-es 80-as évek acél- és szénválságainak idején sok olyan gyárépületet dokumentáltak, melyek nem sokkal utána eltűntek. Tevékenységük nyomán egy olyan gyűjtemény keletkezett, amely a maga sokrétűségében egyedülállónak számít. A Becher házaspár saját terminussal jelölte az indusztriális építészetet, ez pedig a „nomádépítészet” (nomadischer Architektur). Indoklásuk szerint ezen épületeknél mind az építés, mind pedig a lebontás a tőkehasznosítás és a profitszerzés érdekében történik. Ebben az értelemben Bernd és Hilla Becher az indusztriális építészet archeológusaiként értelmezik magukat. Munkájuk egyben nyomkeresés és kultúrantropológia.
A Becher házaspár életműve az új tárgyiasság műfajába tagozódik be.
Képzőművészeti szempontból pedig munkájukat nem sok idő múltán a konceptualista művészettel kezdték rokonítani.
Innen adódik, hogy a fotográfián kívülről érkezők is ismerik valamint elismerik őket.
A Düsseldorfban rendezett Prospect 69 tárlaton már minimalista és konceptualista képzőművészekkel állítottak ki. 
A Prospect 69 elhozta a Bechererék számára a nemzetközi elismerést is.
Ez pedig egy olyan korban történt, ahol a fényképészetet Európa még nem ismerte el legitim művészeti médiumnak.

### Hatás
A Becher iskola befolyásolt számos (főképp) német fényképészt, köztük a következőket: Laurenz Berges, Andreas Gursky, Candida Höfer, Axel Hütte, Simone Nieweg, Thomas Ruff, Thomas Struth és Petra Wunderlich. A kanadai Edward Burtynsky szintén hasonló módon dolgozik. Alapvető dokumentarista és analitikus minőségein kívül a Bechner házaspár munkája hosszú távon figyelemre méltó kihatással volt a Minimalizmusra és a Konceptuális művészetre az 1970-es évektől fogva.

### Híres fotók
- Industrial Facade #23, c1980. (Ipari Homlokzat #23)
- Cooling towers, Wood n B, 1976. (kb. Hűtőtornyok) (Egy 2004-es aukción $150,000 ellenében kelt el. Egyike a pár legmagasabban megfizetett munkáinak.)[3]

## Kiállítások
A Becher házaspár első kiállítása galériában 1963-ban volt a siegeni Galerie Ruth Nohl-ban (Ruth Nohl Galéria). A házaspár munkái nagyobb ismeretségre tettek szert, miután megjelentették az Anonyme Skulpturen című könyvüket. Bemutatták őket a George Eastman House-ban, illetve egy önálló kiállításon a New York-i Sonnabend Gallery-ben, 1972-ben.
1974-ben a londoni Institute of Contemporary Arts (Kortárs Művészetek Intézete) szervezett egy kiállítást a munkáikból, amely bejárta az Egyesült Királyságot.
A házaspárt részvételre hívták a kasseli documentá-ra 5, 6, 7 és 11 kiállításra 1972., 1977., 1982., és 2002. során, és a Bienal de São Paulo-ra (São Paulo-i biennálé) 1977-ben.
A eindhoveni Stedelijk Van Abbemuseum szervezett egy retrospektív kiállítást a munkáikból 1981-ben. 
1985-ben a művészpárnak egy nagy múzeumi kiállítása volt, amely az esseni Museum Folkwang-ban, 
a Musée d’Art Moderne de la Ville de Paris-ban és a belga Musée d’Art Moderne de la Ville de Liège-ben volt megtekinthető. 
1991-ben a művészpár megnyerte a Leone d’Oro szobrászatért járó díjat a Velencei biennálén.
A velencei installációval újra dolgoztak később, 1991-ben, egy retrospektív kiállításon Kölnben, a Kölnischer Kunstverein-ben.
A Tipológiák című installációt 1994-ben kiállították az torontói Ydessa Hendeles Art Foundation-ben és a münsteri Westfälisches Landesmuseum für Kunst und Kulturgeschichte-ben (Westfäliai Állami Művészeti- és Kultúrtörténeti Múzeum).
A pár munkásságának további retrospektíveit szervezték a Cologne-beli Photographische Sammlung/SK Stiftung Kulture (1999 és 2003), a párizsi Centre Georges Pompidou (2005) és a New York-i Modern Művészeti Múzeum, (Museum of Modern Art) (2008).

## Gyűjtemények
A Becher házaspár munkásságát világszerte reprezentálják a nagyobb gyűjteményekben, többek között a londoni Tate Gallery, Tate Galériában és a New York-i Modern Művészeti Múzeumban, (Museum of Modern Art).

## Kitüntetések
2002-ben nekik adományozták az Erasmus-díjat a Kunstakademie Düsseldorf, düsseldorfi Művészeti Akadémián végzett professzori munkájuk instrumentális szerepének megbecsüléseként. 2004-ben a Becher házaspár megkapta a Hasselblad Kitüntetést (Hasselblad Award).

## Képviselet
A Becher házaspárt Konrad Fischer képviseli Düsseldorfban/Berlinben, a Sonnabend Gallery New Yorkban, és Sprüth Magers Berlinben/Londonban.

## Bibliográfia

### Bernd és Hilla Becher-írta könyvek
Megj. ezek a könyvek az angol wikipédiáról lettek másolva, és az angol kultúra által ismert megjelenéseket tükrözik.
- Anonymous Sculptures: A Typology of Technical Construction, 1970 (kb.: Anoním Szobrok: A Technikai Építkezés egy Tipológiája)
- Water Towers, 1988 (Víztornyok)
- Blast Furnaces, 1990 (kb. Nagyolvasztók)
- Pennsylvania Coal Mine Tipples, 1991.
- Gas Tanks, 1993 (Gáztankok)
- Industrial Facades, 1995 (Ipari Homlokzatok)
- Mineheads, 1997
- Framework Houses, 2001
- Industrial Landscapes, 2002
- Basic Forms of Industrial Buildings, 2004. ISBN 3-8296-0150-6 (kb. Az Ipari Épületek Alapvető Formái)
- Typologies, 2004. ISBN 0-262-02565-5 (Tipológiák)
- Cooling Towers, 2006 (Hűtőtornyok)
- Grain Elevators, 2006

### Bernd és Hilla Becherről szóló könyvek
- Susanne, Lange. Bernd and Hilla Becher: Life and Work. The MIT Press (2006). ISBN 0-262-12286-3
- Moritz, Neumüller. Bernd & Hilla Becher speak with Moritz Neumüller. La Fábrica / Fundación Telefónica, Madrid (2005). ISBN 978-84-96466-04-3